# Ville fusionnée d'Adenau
La Ville fusionnée d'Adenau est une municipalité allemande située dans le land de Rhénanie-Palatinat et l'arrondissement d'Ahrweiler.
Cette commune fusionnée est composée des municipalités suivantes :

Localisation du Verbandsgemeinde de d'Adenau dans l'arrondissement d'Ahrweiler

| | | |
| 1. Adenau (2.921) 2. Antweiler (565) 3. Aremberg (251) 4. Barweiler (484) 5. Bauler (46) 6. Dankerath (90) 7. Dorsel (204) 8. Dümpelfeld (669) 9. Eichenbach (67) 10. Fuchshofen (100) 11. Harscheid (146) 12. Herschbroich (312) 13. Hoffeld (332) | 14. Honerath (210) 15. Hümmel (539) 16. Insul (461) 17. Kaltenborn (415) 18. Kottenborn (173) 19. Leimbach (542) 20. Meuspath (157) 21. Müllenbach (490) 22. Müsch (225) 23. Nürburg (169) 24. Ohlenhard (160) 25. Pomster (188) 26. Quiddelbach (311) | 27. Reifferscheid (601) 28. Rodder (260) 29. Schuld (774) 30. Senscheid (104) 31. Sierscheid (100) 32. Trierscheid (60) 33. Wershofen (897) 34. Wiesemscheid (268) 35. Wimbach (440) 36. Winnerath (65) 37. Wirft (145) |

## Source
- (de) Cet article est partiellement ou en totalité issu de l’article de Wikipédia en allemand intitulé « Verbandsgemeinde Adenau » (voir la liste des auteurs).